# Carlisle
Carlisle är en stad i grevskapet Cumbria i nordvästra England. Staden är huvudort för kommunen Cumberland samt grevskapet Cumbria och ligger 16 kilometer söder om gränsen mot Skottland. Den är belägen cirka 85 kilometer väster om Newcastle upon Tyne samt cirka 95 kilometer norr om Lancaster. Tätortsdelen (built-up area sub division) Carlisle hade 75 306 invånare vid folkräkningen år 2011. Historiskt sett tillhörde Carlisle grevskapet Cumberland.

## Namn
Romarna kallade sin bosättning där staden idag ligger Luguvalium, vilket kan ses av skrivtavlor som relativt nyligen grävts ut i staden. Luguvalium kan tolkas från latin som "Lugus plats" eller "Lugus fort". Lugus var en lokal gudom. Skrifter från 1000- och 1100-talen visar dock att platsen då kallades "Caer" (slott), "Luel" eller "Llewelyn". Luel och dess varianter är walesiska personnamn, och tanken att detta alltid har varit grunden till platsens namn har lagts fram. Romarna använde i så fall en latiniserad variant av Luel. Det faktum att Cumbria tillfälligt hölls av keltiska kungar från Strathclyde under 800-talet kan ha stimulerat ett återupplivande av keltisktalande och återinförande av gamla keltiska ortnamn.

## Historia
Carlisle har ett litet historiskt centrum, komplett med ett fort, museum, katedral och någorlunda intakta stadsmurar. De citadelltorn som idag används som kontor för Cumbrias stadsråd är också av arkitektoniskt intresse.

### Romerska Carlisle
Runt år 72/73 e.Kr. byggde romarna ett träfort vid Carlisle. Efter att det revs mellan år 103 och 105 byggdes ett andra träfort. År 165 ersattes det av ett stenfort.

### Senare historia
Eftersom Carlisle ibland var den sista engelska staden innan den skotska gränsen, och ibland den sista skotska staden innan den engelska gränsen, då länderna var två skilda kungariken, blev den allt viktigare som militärt fäste, och Carlisles fort är fortfarande relativt välbehållet. Det byggdes 1092 av Vilhelm II av England. En gång i tiden var fortet fängelse för Maria Stuart. Än idag huserar kungliga gränsregementet i slottet.
År 1916, under första världskriget, tog den brittiska regeringen över alla pubar och det huvudsakliga bryggeriet i staden, eftersom fylleri var ett stort problem hos vapenfabriksarbetarna vid närbelägna Gretna. Experimentet med nationaliserat bryggande fortsatte fram till 1971.

## Geografi
Carlisle är en uråldrig stad, och säte för församlingen med samma namn. Det ligger på en mindre höjd i Cumberlands härad, där floderna Eden, Caldew och Petteril flyter ihop.
Staden är ett viktigt handelscentrum, och ligger fågelvägen 85 kilometer väster om Newcastle upon Tyne, 95 kilometer norr om Lancaster, 119 kilometer söder om Edinburgh, 136 kilometer sydost om Glasgow, 159 kilometer nordväst om York och 420 kilometer nordnordväst om London.
Staden sammanbinds med övriga Storbritannien genom motorvägen M6 som länkar ihop Glasgow i Skottland i norr med övriga England i söder. Motorvägen är för övrigt en del av E5. Det finns också flera större vägar som startar eller slutar i Carlisle, exempelvis A6 till Penrith (historiskt huvudvägen söderut), A595 till västra Cumbria, A69 till Newcastle upon Tyne och A7 till Edinburgh. Carlisle är den enda staden i Storbritannien förutom London och Edinburgh som ansluts av mer än en A-väg med en siffra, nämligen A6 och A7. Carlisle har dessutom en järnvägsstation längs med den huvudsakliga västkustlinjen. Andra järnvägslinjer går till Newcastle upon Tyne, Leeds och Glasgow via Dumfries och västra Cumbria.
I januari 2005 drabbades staden av kraftig nederbörd, och den 8 januari samma år stängdes alla vägar in mot staden på grund av översvämning, den värsta sedan 1822, vilken orsakade tre dödsfall.

## Industri och handel
Carlisle blev en industristad under 1800- och tidiga 1900-talet, då många textilbruk, ingenjörsverk och matfabriker öppnades. Under det tidiga 1800-talet grävdes en kanal mellan Caldewgate, där majoriteten av industrierna låg, och havet vid stadens hamn. Kanalen fylldes senare igen och blev en järnvägslinje.
Fram till 2004 var stadens största arbetsgivare Cavaghan & Gray, ett företag som tillverkar fryst mat för större matkedjor. I januari 2005 stängdes dock en av fabrikerna och 700 personer förflyttades till den andra fabriken eller till andra fabriker runt om i Storbritannien.
Carlisle är också ett stort järnvägscentrum, och en gång i tiden användes järnvägen av upp till sju olika företag.
Det finns flera mindre industrier och företagsparker i utkanterna av staden, och där de före detta tunga industrierna låg.
Den 28 mars 2005 fick staden "Fairtrade City"-status.

## Kända personer från Carlisle
- Margaret Forster, författare
- Grant Holt, fotbollsspelare
- Alex MacDowall, racerförare